# Hilda-asteroid
Hilda-asteroiderna är en kategori asteroider i den yttre delen av asteroidbältet. De kännetecknas av sina banelement. Deras medelavstånd till Solen är mellan 3,7 AU och 4,2 AU, de har en excentricitet på mindre än 0,07 och en banlutning på mindre än 20°. De har inget gemensamt ursprung eller gemensam geologi, istället kännetecknas asteroiderna av att de har en 2:3 medelbanresonans med Jupiter. Den första upptäckta asteroiden av detta slag var 153 Hilda och kategorin har fått sitt namn efter denna.

## Omloppsbanan
Banresonansen med Jupiter får konsekvensen att Hilda-asteroiderna aldrig fångas av gasjätten Jupiters gravitation. Detta trots att asteroidernas aphelium ligger nära Jupiters omloppsbana.
Tack vare att asteroiderna gör tre varv runt Solen på samma tid som Jupiter gör två kommer Hilda-asteroiderna varje gång de når sitt aphelium att vara i närheten av Jupiters lagrangepunkter L3, L4 och L5. Varje gång de är närmast Jupiter är de nära sitt perihelium och därför relativt långt från Jupiters gravitation.
Det finns 1197 kända Hilda-asteroider (2008), men det finns även en större grupp av asteroider med närliggande banelement.